# 10,000 Maniacs

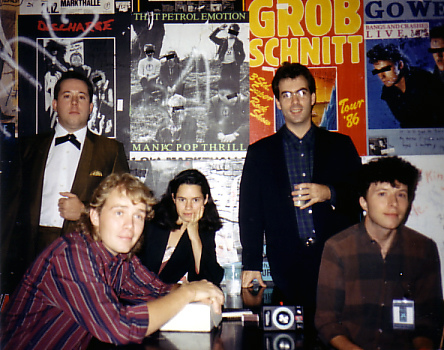
Membrii trupei (excluzându-l pe John Lombardo), de la stânga la dreapta: Rob Buck, Steve Gustafson, Natalie Merchant, Dennis Drew și Jerome Augustyniak

10,000 Maniacs este o trupă muzicală americană de rock alternativ, înființată în 1981 la New York City.
Membrii inițiali au fost: Natalie Merchant (solist), Jerome Augustyniak (baterie), Robert Buck (chitară), Dennis Drew (claviatură) și Steven Gustafson (chitară bas).
Formația a devenit cunoscută când piesa sa My Mother, The War a fost introdusă la BBC.
Aceeași piesă a intrat și în Top 50 în 1983.
În anul următor, trupa întreprinde un turneu în Regatul Unit, iar în 1985 semnează un contract cu Elektra Records.
Prim intrare în Top 40 din SUA s-a produs în 1987 cu albumul Blind Man's Zoo, devenit disc de aur în anul următor și de platină în 1989.
Printre cele mai valoroase albume se pot enumera:
- 1982 - 1983: Hope Chest – The Fredonia Recordings
- 1983: Secrets Of The I Ching
- 1985: The Wishing Chair
- 1987: In My Tribe
- 1989: Blind Man's Zoo
- 1992: Our Time In Eden
- 1993: MTV Unplugged
- 1997: Love Among The Ruins.